# Eclipse solar de 2 de outubro de 2024

Esquema animado mostrando as áreas atingidas pelo eclipse

O eclipse solar de 2 de outubro de 2024 foi um eclipse solar anular visível sobre o Oceano Pacífico, Havaí, noroeste da Ilha de Páscoa, sul do Chile e Argentina e partes da Antártica. É o eclipse número 17 na série Saros 144 e teve magnitude 0.9326. Na cidade mais ao sul do Brasil, Chuí, a magnitude máxima foi de 0,499, às 17h40.